# Hasnon
Hasnon település Franciaországban, Nord megyében. Lakosainak száma 3853 fő (2022. január 1.). Hasnon Millonfosse, Wallers, Tilloy-lez-Marchiennes, Wandignies-Hamage, Warlaing, Hélesmes, Raismes és Saint-Amand-les-Eaux községekkel határos.

## Népesség
A település népességének változása:
| Lakosok száma | 3832 | 3861 | 3898 | 3862 | 3899 | 3918 | 3894 | 3874 | 3853 |
|               | 2013 | 2015 | 2016 | 2017 | 2018 | 2019 | 2020 | 2021 | 2022 |